# Peruški
Peruški is een plaats in de gemeente Marčana in de Kroatische provincie Istrië. De plaats telt 203 inwoners (2001).